# Distância comóvel

As coordenadas comóveis separam a expansão exatamente proporcional em um universo Friedmanniano em coordenadas espaciais comóveis do fator de escala a (t). Este exemplo é para o modelo ΛCDM.

Em cosmologia padrão, estando o espaço em expansão, a distância é uma grandeza dinâmica que altera-se no tempo. Há várias diferentes maneiras de definir distâncias em cosmologia, utilizando-se daí diversas medidas de distância cosmológicas, sendo as mais usuais a distância comóvel e a distância própria, que são intimamente relacionadas, sendo das duas a mais comumente usada a distância comóvel.
A métrica só define a distância entre pontos próximos. Para definir a distância entre pontos distantes arbitrariamente, tem-se que especificar dois parâmetros: os pontos e uma curva específica que os conecte. A distância entre os pontos pode ser encontrada pelo comprimento desta curva de conexão. A distância comóvel define esta curva de conexão como uma curva de tempo cosmológico constante. Operacionalmente, as distâncias comóveis não podem ser diretamente medidas por um simples observador com as limitações da Terra. Para determinar a distância de objetos distantes, os astrônomos geralmente medem a luminosidade de vela padrão ou o fator de desvio para o vermelho z de galáxias distantes e então converte-se estas medidas em baseadas em alguns modelos particulares de espaço-tempo, como o Modelo Lambda-CDM.[carece de fontes?]